# The Big Wedding
The Big Wedding es una película de comedia estadounidense de 2013 escrita y dirigida por Justin Zackham. Es una nueva versión estadounidense de la película franco-suiza original de 2006 Mon frère se marie, escrita por Jean-Stéphane Bron y Karine Sudan.
La película está protagonizada por un reparto coral que incluye a Robert De Niro, Katherine Heigl, Diane Keaton, Amanda Seyfried, Topher Grace, Ben Barnes, Susan Sarandon y Robin Williams. Fue estrenada el 26 de abril de 2013 por Lionsgate en los Estados Unidos y Canadá. 

## Elenco
- Robert De Niro como Donald Robert "Don" Griffin
- Diane Keaton como Eleanor "Ellie" Griffin
- Katherine Heigl como Lyla Griffin
- Topher Grace como Jared Griffin
- Ben Barnes como Alejandro Soto Griffin
- Susan Sarandon como Beatrice Martha "Bebé" McBride
- Amanda Seyfried como Melissa "Missy" O'Connor
- Christine Ebersole como Muffin O'Connor
- David Rasche como Barry O'Connor
- Ana Ayora como Nuria Soto
- Patricia Rae como Madonna Soto
- Robin Williams como el padre Bill Moinighan
- Kyle Bornheimer como Andrew
- Megan Ketch como Jane

## Producción
La película se tituló anteriormente The Wedding. Es una nueva versión estadounidense de la película francesa original de 2006, Mon frère se marie, escrito por Jean-Stéphane Bron y Karine Sudan.
La fotografía principal tuvo lugar en Greenwich, Connecticut. Las ubicaciones incluyeron la iglesia de Santa Inés en Greenwich, la iglesia de Cristo, Greenwich, el asador italiano de Gabriele y una casa privada en la sección de Stanwich de la ciudad.
El director Justin Zackham y el productor Clay Pecorin aparecieron en un episodio de la temporada 6 de Cake Boss de TLC. Ordenaron el pastel de bodas para la película a Buddy Valastro en Carlo's Bakery en Hoboken, Nueva Jersey.
En referencia a la escena en la que su personaje salta desnudo a un lago, Ana Ayora dijo: “Definitivamente había un poco de ansiedad, pero así era Nuria. Nuria no dudaría, así que yo no dudé".

## enlaces externos
- The Big Wedding en Internet Movie Database (en inglés).
- The Big Wedding en Box Office Mojo (en inglés).
- The Big Wedding en Rotten Tomatoes (en inglés).

- Datos: Q1550962